# Simon Böer

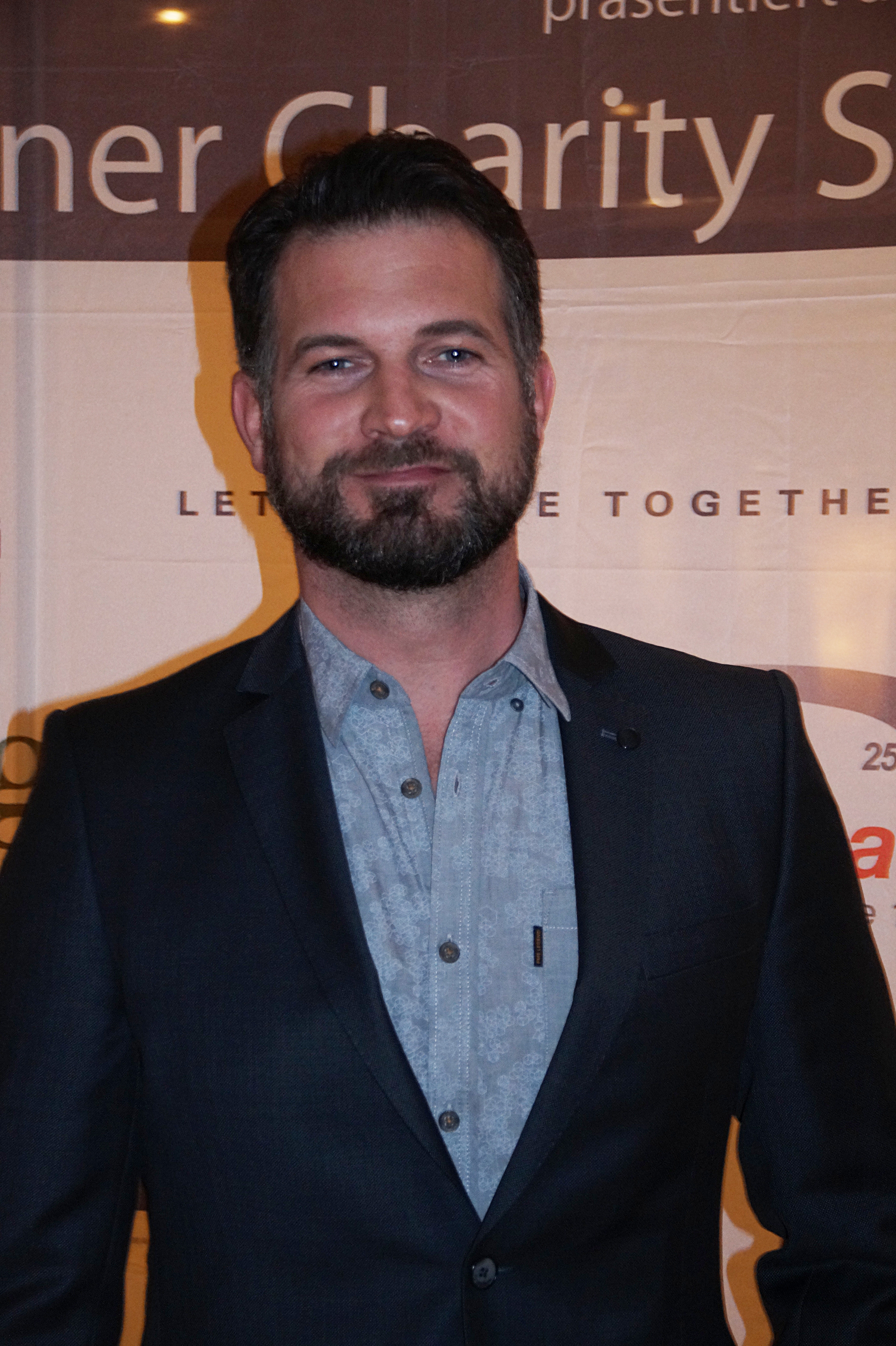
Simon Böer (2016)

Simon Böer (* 15. Oktober 1974 in Bonn) ist ein deutscher Schauspieler.

## Leben
Nach dem Abitur und seinem Zivildienst studierte er von 1996 bis 2000 Schauspiel an der Hochschule für Film und Fernsehen „Konrad Wolf“ Potsdam-Babelsberg. Bereits während seines Studiums feierte Böer in Berlin sein Schauspieldebüt auf den Bühnen des Tacheles und des Theaters unterm Dach. Nach seiner Schauspielausbildung folgten Engagements am Deutschen Theater Berlin (u. a. bei Einar Schleef in Verratenes Volk) und am Badischen Staatstheater Karlsruhe (als Amphitryon bei Johanna Schall). Im Jahr 2002 arbeitete Böer freischaffend an Berliner Bühnen, wie beispielsweise an der Volksbühne in Tim Staffels Inszenierung von Hausarrest, sowie am bat als Jason in Anna Bergmanns Inszenierung von Tom Lanoyes Mamma Medea.
Simon Böer ist verheiratet und hat einen Sohn. Dieser spielt auch seit 2021 wie Böer selbst in der Serie Der Lehrer mit und stellt dort seinen Filmsohn dar. Ende 2017 äußerte er den Wunsch, in Zukunft wieder öfter Theater zu spielen.

## Karriere
Erstmals vor der Kamera stand Simon Böer 2000 im Kurzfilm Jedertag. Seit 2002 ist er in Fernsehserien wie (Der Elefant – Mord verjährt nie, Nikola, Wolffs Revier, Balko, Dr. Sommerfeld – Neues vom Bülowbogen, Alles außer Sex, SOKO Wismar, Der Landarzt und Polizeiruf 110) zu sehen. Außerdem übernimmt er die wiederkehrende Rolle des Dr. Phillip Rost in Notruf Hafenkante. Ab 2007 war er in Hauptrollen in den Serien Paare und Allein unter Bauern besetzt. Außerdem war er als Pathologe Teil des Ermittlerteams in Stolberg.
Sein Spielfilmdebüt hatte Böer 2003 neben Annett Renneberg in dem Erotik-Thriller Devot. Unter der Regie von Oskar Roehler spielt er unter anderem in Agnes und seine Brüder (2004) und Elementarteilchen (2005). Einen englischsprachigen Auftritt absolvierte er zudem in Nymphomaniac von Lars von Trier.
Vom 16. Februar 2010 bis 24. Februar 2010 war er in den Übergangsfolgen der ZDF-Telenovela Alisa – Folge deinem Herzen als Maximilian Castellhoff zu sehen. Seit dem Titelwechsel auf Hanna – Folge deinem Herzen ab 25. Februar 2010 spielte er bis zur Einstellung der Serie im September 2010 in derselben Rolle die männliche Hauptfigur. Die weibliche Hauptrolle an seiner Seite war mit Luise Bähr besetzt. Von 2013 bis 2016 spielt er in 45 Folgen die Hauptrolle eines alleinerziehenden evangelischen Pfarrers in der ZDF-Serie Herzensbrecher – Vater von vier Söhnen. Am 6. Dezember 2016 begannen in Berlin die Dreharbeiten für die KiKA-Serie Beutolomäus und der wahre Weihnachtsmann, in der Böer die Hauptrolle eines Schornsteinfegers spielt, der als neuer Weihnachtsmann rekrutiert wird. Die Ausstrahlung erfolgte täglich vom 1. bis 24. Dezember des Folgejahres. 2017 übernahm der Schauspieler Gastrollen in mehreren TV-Reihen und Serien wie Tatort, Frühling, Alarm für Cobra 11 – Die Autobahnpolizei und der beliebten Kinderserie Siebenstein. In der 5. Staffel der Serie Dr. Klein übernahm er eine männliche Hauptrolle. In der Filmbiografie Enfant Terrible von Oskar Roehler spielt er 2020 den deutschen Kameramann Michael Ballhaus, seit 2021 die Hauptrolle in der Fernsehserie Der Lehrer.

## Filmografie (Auswahl)
- 2000: Jedertag (Kurzfilm)
- 2002: Die Wache (Fernsehserie, Folge Alte Freunde)
- 2003: Devot (Kino)
- 2004: Der Elefant – Mord verjährt nie (Fernsehserie, Folge Frau Sandmanns Glück)
- 2004: Agnes und seine Brüder (Kinofilm)
- 2004: Nikola (Fernsehserie, Folge Fragezeichen – Teil 2)
- 2004: Dr. Sommerfeld – Neues vom Bülowbogen (Fernsehserie, Folge Der Pfennig zum Glück)
- 2005: Jetzt erst recht! (Fernsehserie, Folge Schmutzige Wäsche)
- 2005: Wolffs Revier (Fernsehserie, Folge Härtetest)
- 2005: Balko (Fernsehserie, Folge Saustopper)
- 2005: Der Ranger (Fernsehfilm)
- 2005: Donna Leon – Verschwiegene Kanäle (Fernsehreihe)
- 2005: Alles außer Sex (Fernsehserie, Folge Ganz mein Typ)
- 2005, 2008: Unser Charly (Fernsehserie, verschiedene Rollen, 2 Folgen)
- 2005, 2014: SOKO Wismar (Fernsehserie, verschiedene Rollen, 2 Folgen)
- 2005, 2017: Alarm für Cobra 11 – Die Autobahnpolizei (Fernsehserie, verschiedene Rollen, 2 Folgen)
- 2006: Elementarteilchen (Kinofilm)
- 2006: Angie (Fernsehserie, 2 Folgen)
- 2006: Polizeiruf 110: Schneewittchen (Fernsehreihe)
- 2007: Inga Lindström – Emma Svensson und die Liebe (Fernsehreihe)
- 2007: Allein unter Bauern (Fernsehserie, 4 Folgen)
- 2007: Rosamunde Pilcher – Flügel der Hoffnung (Fernsehreihe)
- 2007, 2023: SOKO Köln (Fernsehserie, Folgen Herzen in Not, Die Mischung macht's)
- 2007: Der letzte Zeuge (Fernsehserie, Folge Tödliche Lust)
- 2007: Die Rettungsflieger (Fernsehserie, Folge Neuanfänge)
- 2007: Polizeiruf 110: Tod eines Fahnders
- 2007–2008: Kommissar Stolberg (Fernsehserie, 7 Folgen)
- 2008: Hallo Robbie! (Fernsehserie, Folge Rettung aus der Luft)
- 2008: Im Gehege (Fernsehfilm)
- 2008: Ein Fall für zwei (Fernsehserie, Folge Geplatzte Träume)
- 2008–2010: SOKO Leipzig (Fernsehserie, 6 Folgen)
- 2008–2016: Notruf Hafenkante (Fernsehserie, 28 Folgen)
- 2009: Lulu & Jimi (Kinofilm)
- 2009: Dinosaurier – Gegen uns seht ihr alt aus! (Kinofilm)
- 2010: Tatort: Tod auf dem Rhein (Fernsehreihe)
- 2010: Hanna – Folge deinem Herzen (Fernsehserie, 137 Folgen)
- 2010–2011: Die Pfefferkörner (Fernsehserie, 13 Folgen)
- 2011: Kreuzfahrt ins Glück – Hochzeitsreise nach Sevilla (Fernsehreihe)
- 2011: Emilie Richards – Entscheidung des Herzens (Fernsehfilm)
- 2011: Das Traumschiff – Kambodscha (Fernsehreihe)
- 2011–2016: SOKO 5113/SOKO München (Fernsehserie, 7 Folgen)
- 2012: Heiter bis tödlich: Henker & Richter (Fernsehserie, Folge Hol’s der Geier)
- 2012: Auf Herz und Nieren (Fernsehserie, Folge Die Polizistin)
- 2012: Geliebtes Kind (Fernsehfilm)
- 2012: Der Klügere zieht aus (Fernsehfilm)
- 2013: Vorzimmer zur Hölle III – Plötzlich Boss (Fernsehfilm)
- 2013: Medcrimes – Nebenwirkung Mord (Fernsehfilm)
- 2013: Der Landarzt (Fernsehserie, 4 Folgen)
- 2013: Tessa Hennig – Mutti steigt aus (Fernsehfilm)
- 2013: Nymphomaniac (Kinofilm)
- 2013–2016: Herzensbrecher – Vater von vier Söhnen (Fernsehserie, 45 Folgen)
- 2014: Letzte Spur Berlin (Fernsehserie, Folge Machtspiele)
- 2014: Hin und weg (Kinofilm)
- 2014: Der Weg nach San José (Fernsehfilm)
- 2015: Tod den Hippies!! Es lebe der Punk (Kinofilm)
- 2015: Armans Geheimnis (Fernsehserie, 4 Folgen)
- 2015: Die Kuhflüsterin (Fernsehserie, 8 Folgen)
- 2012–2015: Jana und der Buschpilot (Fernsehreihe)
  - 2012: Der Weg nach Afrika
  - 2012: Die Legende der Kraniche
  - 2015: Streit der Stämme
- 2016: Mama geht nicht mehr (Fernsehfilm)
- 2017: Einstein (Fernsehserie, Folge Meganewton)
- 2017: Beutolomäus und der wahre Weihnachtsmann  (Fernsehserie, 24 Folgen)
- 2018: Bettys Diagnose (Fernsehserie, Folge Verletzte Gefühle)
- 2018: Beste Schwestern (Fernsehserie, 2 Folgen)
- 2018: Tonio & Julia: Kneifen gilt nicht (Fernsehreihe)
- 2018: Tonio & Julia: Zwei sind noch kein Paar
- 2018: Tatort: Familien (Fernsehreihe)
- 2018: SOKO Potsdam (Fernsehserie, Folge Saubere Geschäfte)
- 2018: Siebenstein (Fernsehserie, Folge Rudi und der Wassermann)
- 2018: Frühling: Gute Väter, schlechte Väter (Fernsehreihe)
- 2018–2019: Jenny - echt gerecht! (Fernsehserie, 8 Folgen)
- 2018–2020: Professor T. (Fernsehserie, 9 Folgen)
- 2019: Wilsberg: Minus 196° (Fernsehreihe)
- 2019:  Dr. Klein (Fernsehserie, 13 Folgen)
- 2019: Merz gegen Merz (Fernsehserie)
- 2019: In aller Freundschaft – Die jungen Ärzte: Ganz in Weiß (Fernsehfilm)
- 2019: Der Bergdoktor - Die dunkle Seite des Lichts (Fernsehreihe)
- 2020: Verunsichert – Alles Gute für die Zukunft (Fernsehfilm)
- 2020: Enfant Terrible
- 2020: Heldt (Fernsehserie, Folge Das Müller muss weg)
- 2021: Der Lehrer
- 2021: Tatort: Masken
- 2022: Der Alte (Fernsehserie, Folge Verantwortung)
- 2022: Marie fängt Feuer: Das zweite ich (Fernsehreihe)
- 2022: Sommer auf drei Rädern
- 2023: Der Kroatien-Krimi: Der Todesritt (Fernsehreihe)
- 2023: Notruf Hafenkante
- 2023: Die Bergretter (Fernsehserie, Folge Aus Angst)
- 2024: Morden im Norden (Fernsehserie, Folge Alles aus Liebe)
- 2025: Watzmann ermittelt (Fernsehserie, Folge Moderne Zeiten)
- 2025: In aller Freundschaft – Die jungen Ärzte (Fernsehserie, Folge Bekenntnis)

## Hörspiele
- 2001: Heiner Grenzland: trunken zerebral (frei nach den Novellen von Gottfried Benn) – Regie: Heiner Grenzland (Hörspiel und Radiokunst – Koproduktion ORF, SFB, ORB und RB)[6]